# Kris Boeckmans
Kris Boeckmans (Malle, 13 febbraio 1987) è un ex ciclista su strada belga, campione europeo in linea Under-23 nel 2009, è stato professionista dal 2010 al 2020.

## Carriera
Da Under-23, nel luglio 2009 Boeckmans si aggiudica la prova in linea di categoria ai campionati europei di Hooglede. Nella seconda metà di stagione gareggia quindi come stagista con la divisa del team Silence-Lotto. All'inizio del 2010 diventa professionista con la Topsport Vlaanderen-Mercator, squadra Professional Continental tra le cui file resterà fino alla fine del 2011. Al primo anno da pro vince una tappa alla Tre Giorni delle Fiandre Occidentali e una allo Ster Elektrotoer, e chiude secondo alla Nokere Koerse.
Nel 2012 viene ingaggiato dal team olandese Vacansoleil-DCM, con cui conclude secondo alla Samyn e ancora secondo alla Nokere Koerse. Debutta anche in un Grande Giro, il Tour de France: durante la corsa riesce ad entrare nella top 10 della classifica generale, al termine della quarta tappa, e conclude infine al 115º posto. Nel 2013 è nuovamente secondo alla Samyn; ritorna anche al Tour de France, ritirandosi però nella 19ª tappa.
Nel 2014 passa alla Lotto-Belisol, e in stagione è secondo in una tappa del Critérium du Dauphiné; l'anno dopo torna al successo aggiudicandosi otto corse, tra cui Le Samyn, la Nokere Koerse, due tappe e la classifica finale del  Tour de Picardie e una tappa e la classifica finale alla World Ports Classic. Nel biennio seguente non va però oltre un podio parziale al Presidential Tour of Turkey 2016. Nel 2018 cambia casacca e si accasa alla neonata formazione francese Vital Concept.

## Palmarès
- 2008 (Davo-Lotto, due vittorie)

1ª tappa Berlin-Rundfahrt
1ª tappa, 2ª semitappa Vuelta a Navarra
- 2009 (Davo-Lotto, sette vittorie)

Campionati europei, Prova in linea Under-23
3ª tappa Le Triptyque des Monts et Châteaux
Classifica generale Le Triptyque des Monts et Châteaux
Schaal Sels
2ª tappa Vuelta a Navarra
1ª tappa, 1ª semitappa Ronde van de Provincie Antwerpen
3ª tappa Ronde van de Provincie Antwerpen
- 2010 (Topsport Vlaanderen-Mercator, due vittorie)

5ª tappa Ster Elektrotoer
3ª tappa Tre Giorni delle Fiandre Occidentali (Middelkerke > Ichtegem)
- 2015 (Lotto-Soudal, otto vittorie)

1ª tappa Étoile de Bessèges (Bellegarde > Beaucaire)
Le Samyn
Nokere Koerse
1ª tappa Tour de Picardie (Moÿ-de-l'Aisne > Tergnier)
3ª tappa Tour de Picardie (Athies > Mers-les-Bains)
Classifica generale Tour de Picardie
2ª tappa World Ports Classic (Anversa > Rotterdam)
Classifica generale World Ports Classic
Gullegem Koerse

### Altri successi
- 2015 (Lotto-Soudal)

Classifica a punti World Ports Classic

## Piazzamenti

### Grandi Giri
- Tour de France

2012: 115º
2013: ritirato (19ª tappa)
- Vuelta a España

2015: ritirato (8ª tappa)

### Classiche monumento
- Milano-Sanremo

2012: 50º
2015: ritirato
- Giro delle Fiandre

2012: 93º
2013: 115º
2014: ritirato
2019: ritirato
- Parigi-Roubaix

2013: 57º
2019: 97º